# سلفادور بيسيرا رودريغيز
سلفادور بيسيرا رودريغيز (بالإسبانية: Salvador Becerra Rodríguez)‏ هو سياسي إسباني ومكسيكي، ولد في 20 يناير 1946 في المكسيك. حزبياً، نشط في الحزب الثوري المؤسساتي وحزب العمل الوطني. وقد انتخب عضو مجلس الشيوخ من المكسيك وانتخب عضو مجلس النواب المكسيك.